# Michael Geffert
| Entdeckte Asteroiden: 5 | Entdeckte Asteroiden: 5 |
| ----------------------- | ----------------------- |
| Nummer und Name         | Entdeckungsdatum        |
| (4611) Vulkaneifel      | 5. April 1989           |
| (6553) Seehaus          | 5. April 1989           |
| (13028) Klaustschira    | 5. April 1989           |
| (23457) Beiderbecke     | 5. April 1989           |
| (118172) Vorgebirge     | 5. April 1989           |

Michael Geffert (* 5. Juni 1953 in Bonn) ist ein deutscher Astronom und arbeitete am Argelander-Institut für Astronomie der Rheinischen Friedrich-Wilhelms-Universität Bonn. Er gründete nach seiner Pensionierung das Birtzberg Observatorium in Bornheim, eine nicht-kommerzielle Initiative zur Popularisierung der visuellen, astronomischen Beobachtung mit Beiträgen bei Youtube und Instagram.
Er entdeckte im Jahre 1989 am La-Silla-Observatorium in Chile insgesamt 5 Asteroiden.
Der Asteroid (12747) Michageffert wurde nach ihm benannt.